# 1億人の大質問!?笑ってコラえて!
『1億人の大質問!?笑ってコラえて!』（いちおくにんのだいしつもん わらってコラえて）は、1996年7月3日から日本テレビ系列で毎週土曜19:56 - 20:54（JST）に放送されているバラエティ番組である。通称は『笑コラ』『（所さんの）笑ってコラえて』。

## 概要・歴史
「日本中にいる素晴らしい人たちをたくさん紹介すること」をコンセプトとして、日本全国の一般人にスポットをあて、テーマごとに取材されたVTRをスタジオで司会の所ジョージやゲストのタレントが視聴するというスタイルで放送される。所が司会を務めていたクイズ番組『どちら様も!!笑ってヨロシク』をリニューアルして、クイズを外す形で1996年7月3日にスタートした。2016年に放送開始20周年を迎えるも、番組スタイルが大きく替わることなく続く番組となっている。
ほとんどのコーナーでは取材対象はテーマ毎に所があらゆる方法（ダーツなど）で無作為抽選し、そこで選ばれた地域等へスタッフが取材する。『天才・たけしの元気が出るテレビ!!』以降の日テレが得意としているVTR主体の「素人いじり番組」ともいえるが、（突っ込みの）コメントやテロップなどで積極的に素人をいじろうとするのではなく、「普通の人同士（の会話）のスタンス」を守っているという。代表企画である『日本列島 ダーツの旅』では取材をするのはディレクターとアシスタントディレクターの2名のみで、文字通り“旅感”を重視したVTR構成となっている。
2004年より毎年年末には、明石家さんまが登場するスペシャルも放送されている（後述）。
2004年11月3日放送に放送された「笑ってコラえて! 文化祭 吹奏楽の旅 完結編 一音入魂スペシャル」が、バラエティ番組として初となる「第42回ギャラクシー賞テレビ部門大賞」を受賞している。
2009年4月より『サプライズ』との入れ替わりで水曜20時台（19:58 - 20:54）に移動。同年10月には放送開始が2分前倒しされ、19:56となった。
2009年4月5日から9月27日までは日曜10:25 - 11:25に毎週の再放送を行っていた（関東ローカル）。ただ、放送する内容は1時間のレギュラー放送（2008年10月29日以降）に限る（後番組は『世界まる見え!テレビ特捜部 DX特別版』）。現在では再放送は不定期に行われている。
2010年11月3日放送の『吹奏楽の旅スペシャル2010』では番組初の生放送を行った。その後、2013年8月28日（3時間SP）、2016年1月20日、2018年12月26日に生放送を行っている。2018年12月26日の場合は、年内最後の放送だったため「ダーツの旅 村人グランプリ」も放送されたが、同コーナーを含め例年通り明石家さんまが出演するパートは事前収録し、前半2時間に放送した。そのため、生放送部分は後半2時間に集約された。生放送パートでは「スペシャルゲストクイズ」、東京スカイツリータウンからの中継で「人生は生クイズだ!の旅」などを放送。
ハイビジョン番組だが16:9画面になるのは司会者とゲストが出演するスタジオ部分だけだったが、2009年になってから一部VTR（主に日本列島ダーツの旅）でも16:9画面にて放送されている。それ以外は左にコーナータイトル（以前はHPアドレス）、右に番組タイトルが表示されている。文字の色は紫。
2016年7月6日19:00 - 22:54には放送開始20周年を記念した4時間スペシャル『笑ってコラえて!20すSP』が放送された。
所は『どちら様も!!笑ってヨロシク』開始以来、29年間一度も休むことなく出演していたが、2018年8月24・31日に行われた収録を欠席し緊急入院し、胆のうの摘出手術を行った。同日の収録は代理司会を立て予定通り行われ、同年9月12日放送分を当初、スペシャルゲストクイズの解答者として参加を予定していた劇団ひとりが、9月19日放送分（2時間スペシャル）を木梨憲武（とんねるず）がそれぞれ務めた。9月19日放送分では、番組途中からスタジオに出演し、ゲスト席に座った。
2019年5月1日19:00 - 22:54には新元号を記念した4時間スペシャル『笑ってコラえて! 令和元年5月1日記念番組 新時代に世界の頂点を目指せ!イケてる新コーナー大集合!4時間スペシャル!』が放送された。前日に放送された『ザ!世界仰天ニュース生放送4時間SP』との改元をまたいだコラボとなり、スペシャルゲストクイズの問題に中居正広、「日本列島 お風呂の旅」に笑福亭鶴瓶がそれぞれ出演した。
ナレーション担当の真地勇志が声帯治療による休養のため、2月3日から3月17日の間の5回分は梅原裕一郎、日野聡、島﨑信長、下野紘、神谷浩史が交代で担当していた。
2021年7月14日19:00 - 21:54には放送開始25周年を記念した3時間スペシャルが放送された。スタジオには旧サブMCの夏目・関根が登場し、この回から花江夏樹が2代目ナレーターに就任した。
2021年10月20日放送分は前番組『有吉の壁』との合体スペシャルとして放送され、スペシャルゲストクイズの問題にチョコレートプラネット（長田庄平・松尾駿）、「日本列島 名前の旅」に森田哲矢（さらば青春の光）がそれぞれ出演した。
2022年4月改編でフライングスタートをやめ、20:00放送開始に変更。これに先駆けて2021年8・9月の数回にわたり20:00 - 21:00で放送された実績がある。それまでの19:54 - 20:00には『まもなく笑コラ』が放送されるようになった。
2022年5月11日放送分では休養の佐藤に代わり、滝沢カレンがサブMCを務めている。2023年9月27日には高熱で欠席した所の代わりに、5年ぶりに木梨憲武がメインMCを務めた。収録日翌日の9月9日、放送は10月18日放送分の180分スペシャルでは「所ジョージが行く！日本列島ダーツの旅」に木梨憲武が参加した。
2024年1月31日の放送では当初、本来の時間帯で放送する予定だったが前座番組の『有吉の壁 2時間スペシャル』を放送した関係で1時間遅れで放送した。
2025年4月から土曜20時台（19:56 - 20:54）に移動するに伴い、同年3月まで同時間で放送されている『with MUSIC』は土曜22時台に移動した。また、水曜20時台は『千鳥かまいたちゴールデンアワー」』を放送している。

## 出演者

### 歴代司会者
| 期間       | 期間       | 総合司会 →メインMC | アシスタント →サブMC |
| ---------- | ---------- | ------------------ | -------------------- |
| 1996.07.03 | 2008.09.17 | 所ジョージ         | 山岡三子             |
| 2008.10.01 | 2011.01.26 | 所ジョージ         | 夏目三久             |
| 2011.02.02 | 2015.10.07 | 所ジョージ         | 関根麻里             |
| 2015.10.14 | 現在       | 所ジョージ         | 佐藤栞里             |

### ゲスト
- 毎週、3 - 4組のゲストが出演する。なお、普段バラエティ番組には出演することのない俳優は日本テレビのドラマや最新映画などの宣伝として出演することが多いが、宣伝なしで出演することもある。

### ナレーション

#### メイン
- 梶裕貴（2023年7月12日 - ）3代目メインナレーター。
- 花江夏樹（2021年7月14日 - 2023年6月21日）2代目メインナレーター。
- 真地勇志（1996年7月3日 - 2021年7月7日）初代メインナレーター。

2021年2月から3月にかけ、前述の理由から一時的に休演していた。
2024年10月～2025年3月は、裏番組『巷のウワサ大検証!それって実際どうなの会』(TBS系列)のナレーションを担当している。
- 梅原裕一郎（2021年2月3日）
- 日野聡（2021年2月17日）
- 島﨑信長（2021年2月24日）
- 下野紘（2021年3月10日）
- 神谷浩史（2021年3月17日）
- 森一丁（2021年5月19日）
- 山寺宏一（2022年2月9日）

#### コーナー
結婚式の旅
- 伊倉一恵
- 三石琴乃（2021年3月10日）

ネタ掘れワンワンの旅
- 坂井易直（2020年3月3日、ジャーマン君の声）
- 下野紘（2020年4月1日・29日、ジャーマン君の声）
- 花江夏樹（2020年8月5日 - ボナ君の声）
- 山口勝平（2022年1月3日 - ペトロ君の声）
- 関智一（2025年1月22日 - アド君の声）

## 現在のコーナー
番組公式サイトの番組情報で、2020年以降に放送された実績が確認できるコーナーはこの節に記載する。
スペシャルゲストクイズ
『笑って許して!!』『どちら様も!!笑ってヨロシク』でも行われていたクイズコーナー。2008年10月1日にリニューアルした際に開始し、2022年ごろまで行われた。衝立に隠されて出演者からは見えない位置にスペシャルゲストが登場し、「あなたは、このかた（スペシャルゲスト）をどう思いますか?」という質問を街角の人が答えているVTRを見て、出演者が早押しでその人物が誰かを当てるクイズ。正解が出てクイズが終了すると、衝立が引っ込んで出演者からスペシャルゲストが見えるようになる。
BGMや進めかたは『笑ってヨロシク』を踏襲し、所の「衝立お願いしまーす」の掛け声で、ゲストが出る横の壁から衝立が登場、「アタック!（ここでアタック音が入り、次のセリフ終了までBGMが挿入される）あなたはこの方をどう思いますか?×2（BGM終了）笑ってコラえて」のきっかけでVTRが開始。正解が出るとファンファーレの後に衝立が収納され、レギュラー解答者と対面する。しかし当番組はクイズ番組ではないため、正解しても何ももらえない。また、所と観覧客、視聴者には最初からスペシャルゲストの姿が見えており、『笑ってヨロシク』同様、このパートは答えではなく解答者やスペシャルゲストの反応を楽しむのが目的になっている。
日本列島 ダーツの旅
1996年の初回から放送している人気コーナー。所ジョージが日本地図に向かって投げたダーツに刺さった市町村にスタッフが出向き、そこに住む人々の素顔に光を当てる。刺さった位置から「県別マップル」で市町村を割り出して今回の場所を決定する。オープニングでは、決定した市町村が「1億分の○○県○○町」と紹介される。
番組開始当初は「日本列島 当て物の旅」というタイトルで放送1回目は「ダーツ」、放送2回目は「おもちゃのボーガン」で日本地図に矢を放って行き先の村や町を決めていたが、放送1回目のダーツが好評で、なおかつ所の得意技であったことから放送3回目以降は現在のタイトルである「日本列島 ダーツの旅」となり、必ずダーツで行き先を決定することとなった。スペシャル版では所自身がダーツの旅に出かける回もある。2023年10月18日放送分の180分SPでは木梨が初めて旅に出かけた。
年末（2002年までは翌年1月、および7月）には、その年に取材した村（町）人で一番面白かった人を決める「村人グランプリ」が開催される。2004年以降の年末SPでは明石家さんまを特別ゲストに迎えて、「村人グランプリ」を決めている。
毎年夏の『24時間テレビ「愛は地球を救う」』や2023年の大晦日の『笑って年越し! THE 笑晦日』ではこのコーナーをオマージュしたものも放送される。
○月×日（金）△△駅で朝までハシゴの旅
2014年4月9日スタート。1週間の中で一番盛り上がっている金曜日の最終電車から翌日の始発電車の間に、駅前でおもしろい人を探す。
訪ねる駅はカルタで五十音の一つを選び、その文字で始まる駅を乗換案内サイトで選ぶ。所から交通費を含めた雑費として1人5000円が渡され、この金額内で取材をまかなう。金曜日には当番組のスタジオ収録を行っており（所がカメラに向かって当日付の読売新聞朝刊の日付部分をアップで見せることがある）、ディレクターはその場から直接現地に向かう。スタジオゲストがその場でロケに連れ出されることも多い。
いわゆるコロナ禍以降は早朝まで営業する店が激減し、始発まで過ごすことが事実上不可能なエリアが増えたため、コンセプトを「開いてる店がなくなるまで」に変更している。
日本列島 ちょっと昔の旅
年月日のルーレットやスロットマシンを回し、所が各ストップボタンを押して偶然決定された過去の日付に、「タイムマシン」（を模したセット）に乗った取材ディレクターがタイムスリップするという設定のコーナー。決定された日に発行された新聞・週刊誌の記事から、記事になった出来事やその頃に話題になっていた事柄や人物を取材する。当日の出来事を取り上げるのではなく、その日に新聞記事等で注目されていたことを表彰するものである。「その日最も輝いていた人」がコンセプトで、取材相手にはディレクターから「○○年○○月○○日賞」の賞状とトロフィーが「一方的に」授与される。
日本列島 結婚式の旅
所が都市名の書かれた木製の玉が大量に入った巨大な「ガラポン」（抽選器）で抽選を行い、選ばれた地域の中からスタッフが選んだもうすぐ結婚するカップルを取材する。ダーツの旅では当たった地域から町村が選ばれるのと異なり、ここでは市または郡の単位で選出される。2人の出会いから結婚までのいきさつを本人出演による再現VTRで制作し、結婚式で流す。他のコーナーとはちがい、ナレーターは女性ナレーターが担当する。2009年ごろを最後に行われていなかったが、2014年9月17日放送の2時間スペシャルで「関根麻里結婚記念」として復活した。2024年現在、番組内では毎回、この企画に出演するカップルを募集している。
日本列島 幼稚園の旅
各都道府県の幼稚園に行き、園児ならではの発想やリアクションを楽しむ。定番は「カメラに向かってごめんなさい」で、幼稚園児たちがカメラの前で謝りたいことを言う。取材する場所は、それぞれの都道府県の形をしたパズルのピースのようなものを壁面に貼り付け、後ろからたたいて落とし、その1つを取って決定する。一度取材した都道府県のピースは叩いてもはずれないように接着され、抽選から除外される（すべての都道府県に行った後でリセットされる）。2010年3月10日放送回を最後にしばらく行われていなかったが、2014年11月19日放送回で約4年8カ月ぶりに復活した。スペシャル版では、通常版で面白いことを言った園児たちを集め合宿を行ったこともある。また「カメラに向かってごめんなさい」は、幼稚園児に限定しない「カメラに向かってごめんなさいスペシャル」という単独コーナーとしても放送される。
日本列島 名前の旅
2014年4月16日スタート。日本のある名字を選び、その名字をネット検索して出てきた興味深い人を取材する。名字を選ぶときは、数字が書かれたトランプを使って4桁の数を決め、日本で人数の多い名字ランキングのその順位の名字が対象になる。取材する前に「○○（名字）賞」という表彰状を渡し、ナレーターによる表彰状の読み上げの録音を流す。
日本列島 待ち合わせの旅
2014年11月19日スタート。スタッフが駅周辺や繁華街で人との待ち合わせをしている美人に声を掛け、相手が来るまでさまざまな話を聞く。この企画は場所選定の抽選は行わない。
日本列島 マイクを握っちゃったらリポートしなきゃいけないの旅
2015年2月18日スタート。ある都市の街中にマイクを放置し、それを拾った人に遠隔で呼びかける。その人は、その街のおもしろい場所について自分で取材交渉しリポートしなければならない。
1年たったらこうなりましたの旅
第1弾「アナウンサー」編
2015年4月にコーナーが発表されたが、2015年6月3日に初めて放送された。2015年に日本テレビに入社したアナウンサー（平松修造・尾崎里紗・笹崎里菜）を1年間追跡取材して、最終的にどれだけ進歩したかを放送する。2016年4月13日最終回。
第2弾「ドラゴンクエストライブスペクタクルツアー」編
2016年夏公演予定の舞台版「ドラゴンクエストライブスペクタクルツアー」に関する詳細情報が2016年1月20日の生放送スペシャルにて発表され、0からライブスペクタクルショーを作る過程を1年間追跡取材する。
第3弾「漫画家」編
2024年4月17日に初回放送。2023年4月に公立高校で初めてマンガ学科を新設した熊本県立高森高等学校に密着。2024年度に同学科に入学した生徒たちがプロの漫画家を目指す様子、1年以内にデビューできる生徒が生まれるかを追跡取材する。
第4弾「日本テレビ新人アナウンサー」編
2024年4月24日に初回放送。上記「第1弾 アナウンサー編」と同じく、新入社員3名に密着。一人前のアナウンサーになるための道程を追跡取材する。
日本列島 記念館の旅
2015年9月9日スタート。何かに熱中している人が集まるのは記念館ということで、ある事物の記念館を選び、そこに来るマニアの熱くてくどい話を聞く。
人生はクイズだ!の旅
番組表などでは「クイズの旅」と表記。2017年10月11日の3時間SPでスタート。山里亮太（南海キャンディーズ）が関東近郊の商業施設（商店街、温泉施設等）を訪れ利用客・店主などに対してクイズ帽と早押しボタンを渡し、雑学クイズを2〜3問出題。その後“クイズ”という体で、解答者のパーソナルな部分について相次いで質問（例：妻の誕生日はいつ？、(解答者は)金髪にしているが誰に憧れてやった？等）し解答してもらう。2018年10月からは、MCを務める裏番組である東大王が同時間に枠移動したことに伴い山崎弘也（アンタッチャブル）に交代したが、東大王の終了により、2024年11月から山里に戻った。
日本列島 渋谷の旅
昭和生まれの小松原ディレクターが、若者の街である渋谷でインタビューして最先端を探る。
日テレから半径100km以内でネタ掘れワンワンの旅
日本テレビから100キロ以内の距離にある場所を選び、ネタを見つける超能力があるとされる大型犬（ジャーマン君、ボナ君、ペトロ君）と一緒に動く。犬の動きに従って取材しなければならず、おもしろそうな店に入りたいと思っても犬が拒否すれば取材できない。
また会いましょう!の旅
ある場所でインタビューした相手に1年後などの特定の日に再び同じ場所で会うことを約束し、その間の変化を取材する。
高そうな犬を連れている人はきっとセレブに違いないの旅
東京の豊洲や目黒、駒沢公園など各地で、大型犬などを連れている人にインタビューし、最近あったワンダフルなことを聞く。
松丸亮吾が行く!ナゾ探しの旅
松丸亮吾が全国各地に行き、その場所でクイズになるような事実を見つけ、即興で、それが答えになる謎解き問題を作る。松丸は絵が下手なため、問題を描く女性スタッフが同行する。
東京都 コインランドリーの旅
2018年3月14日スタート。所が選出した東京都の市区町村（洗濯機の中から選んだTシャツに書かれている）内で営業するコインランドリー店舗数カ所にスタッフが行き、利用客に対して「あなたの人生最大の選択と洗い流したい過去の汚点は?」などと質問する。
日本列島 絶景 顔ハメパネルの旅
観光地に番組が作成した顔ハメパネルを設置して隠し撮りし、そこに顔をはめた人はインタビューに答えなければならない。
○○さん、貸しますの旅（○○さんのところには芸能人の名前が入る）
ある芸能人に手伝ってほしいことがある人を街頭で募集し、後日、その中から選ばれた人のところに行って3時間過ごす。
王子の旅
2022年4月4日スタート。元プロ野球選手の斎藤佑樹が、さまざまな分野で活躍している若者“プリンス”に取材をする。
夏だ!ビールだ!乾杯だ!の旅
夏期限定の企画。芸能人がノンアルコールビールのサーバーを背負い、ビーチでインタビューする相手と一緒に飲んで、乾杯したいような話を聞く。
世界195か国の人と乾杯しようの旅
2024年9月18日スタート。浅草で外国人に一日中インタビューし、世界のできるだけ多くの国の人とオレンジジュースで乾杯することを目指す。
長距離バス一期一会の旅
高速バスのターミナルに行き、おもしろそうな人を見つけて取材に同行する。ただし、取材対象者を選ぶ期間のタイムリミットがあり、一度決めたら対象者を変えることができない。さらに対象者を決めても同じバスの乗車券を買えなければ取材することができない。新人ディレクターが担当することになっており、先輩ディレクターからダメ出しを受けながら収録する。

## 過去のコーナー
日本列島 中学生の旅
2007年1月17日の放送で初登場。所が壁面に貼り付けられたそれぞれの都道府県がパズルのピースのようになっているものを後ろから叩いてはずしその1ピースを無作為に取り、その都道府県の中学校をスタッフが取材する。2008年10月1日の番組リニューアルで、「日本列島縦断カメラに向かってごめんなさいスペシャル」というコーナーになった。
日本列島 テレビ局の旅
『笑ってコラえて!』を放送する各都道府県のテレビ局へ行き、面白い名物アナウンサーやローカル番組を取材する。
日本列島 女子高生の旅
幼稚園の旅でも使用するパズルから抽選。主に女子校を中心に取材だが男女共学の高校のほうが多かった。2000年5月10日放映分には当時女子高生だったオグシオの潮田玲子が出演していた。
日本列島 男子校の旅
所が無作為に男子校名の書かれた百科事典を本棚から1冊選び、そこに書かれた男子校を取材する。
日本列島 駅長さんの旅
所が無作為に路線名の書かれた切符の束から切符を引き、その路線の代表的な駅の駅長さん（無人駅の場合は最寄り駅）の1日を追う。切符を引く際、所は駅長風の格好をする。
日本列島 職人の旅
2000年7月19日初登場。スタッフが自転車を漕ぐと中に風が起こって中身が混ざる仕組みの透明な球体の抽選箱からさまざまな物の名前の書かれた三角くじを所が無作為に1枚引き、その三角くじに書かれている物のすごい職人をスタッフが取材する。「職人」といっても伝統的な物を作る人に限らず、近代的な物を開発した技術者も含まれ、コーナー初回で扱われたのは魚群探知機の発明だった。他にインベーダーゲーム開発者、島精機やシグマ光機等が取り上げられている。
日本列島 博士の旅
所が都道府県名の書かれたビーカーの中から1つを選んで液体を注ぎ、出てきた都道府県の博士をスタッフが取材する（その際、所は都道府県名を逆から読む）。
日本列島 こんにちは赤ちゃんの旅
所が運勢のかわりに都道府県名の書かれたおみくじを引き、そこに書かれた都道府県の中からスタッフが選んだ夫婦の赤ちゃんの誕生までのいきさつや誕生の瞬間を取材する。2010年に入ってからは企画休止状態だったが、2011年5月18日放送の「誕生＆出産みせまくり、メッチャあげぽよSP」で久々に放送された。
日本列島 もうちょっとで100歳の旅
所がピンボールを打ち、玉が入った都道府県のもう少しで100歳を迎える元気な人のよもやま話を取材する。
日本一の旅
桃太郎に扮した所が、お供の動物に扮したスタッフのきびだんご袋から都道府県の書かれた玉（きびだんご）を無作為に1つ取り、その都道府県に住む日本一の特技などを持つ人を取材する。長く放送されていなかったが、2009年6月10日のSPで「日本二の旅」の特別版として復活した（ゲストの北島三郎にちなみ、最初から北海道を指定して取材した）。
日本列島 小学生の旅
所が壁面に貼り付けられたそれぞれの都道府県がパズルのピースのようになっているものを後ろから叩いてはずし、その1ピースを無作為に取り、その都道府県の小学校をスタッフが取材する。
全世界 日本語学校の旅
所が無作為に巨大な地球儀の形の抽選箱の中から国名が書かれたボールを引き、スタッフがその国の日本語学校を取材する。このコーナーで登場したユニークキャラの外国人が来日するスペシャル版もあった。ポーランドのワルシャワ大学、ポズナン大学の学生が紹介された回では、学生3人を日本に呼び「ダーツの旅」のリポーターをやらせた（行き先は福島県）。中には、これまで来日したことがないにもかかわらずどこで覚えたのか、ビックカメラのCM（池袋駅周辺店舗用の「不思議な不思議な池袋〜」）を完璧に歌える日本語学校学生もいた。
東京23区 ヘリコプターの旅
所が無作為にひもを切ると、東京23区の地図上のいずれかの区の上にヘリコプターが着陸。その区を2人のスタッフが取材する。取材スタッフは上空係と地上係に分かれ上空係はヘリコプターで上空から取材し、面白い物や不思議な物を発見する。それを地上係（矢印）が現場に行って取材する。冒頭の紹介は東京都の人口に合わせて「1200万人分の（行き先の地域名）」となっている。2006年3月15日の春スペシャルでは「大阪ヘリコプターの旅・スペシャル版」が放送された。長く放送されていなかったが、2009年7月8日、日本列島ヘリコプターの旅として3年ぶりに復活した。この回はゲストの大泉洋にちなんで、最初から北海道を指定した。
日本列島 甲子園の旅
「高校野球の甲子園のように、ほかのジャンルでも高校生の全国大会があるのではないか?」というスタッフの疑問から始まったコーナー。
日本列島 夜の県庁所在地
数字のかわりに都道府県が書かれているルーレットに所が玉を投げ入れ、止まった（玉が入った）都道府県の県庁所在地などの夜の様子や（スタッフいわく）ちょっと怪しい人などを取材する。また、夜の歓楽街での酔っ払いにもインタビューする。
日本列島 24時の旅
「夜の県庁所在地」の改訂版。県庁所在地にかかわらず、さまざまな場所を取材する。24:00（午前0:00）に取材開始。その土地の怪しい人を調べる。
日本人 ルーツの旅
所が映写機を使ったルーレットで選び出した都道府県の歴史をスタッフが取材して選んだ地元の小学生が調べ、発表する。
日本列島 立ち話の旅
2005年7月開始。所が買い物籠に立てられた根本に都道府県名の書かれた作り物のネギの中から無作為に1本選び、スタッフが選ばれた地域の女性と東京の女性を取材しなりたかった職業などを尋ね、立ち話を比べる。冒頭の紹介は日本の女性の人口に合わせて「5000万人分の東京都と（行き先の地域名）」となっている。また、2008年11月12日の放送では、このコーナーの海外版「世界の街で立ち話の旅」が放送された（世界の2つの国を選び、それぞれで話を聞く）。
東京都・路線バスの旅 〜都内の車窓から〜
2006年2月15日開始。コーナーの元ネタはテレビ朝日制作の『世界の車窓から』。所が無作為に路線を表す記号の書かれた切符を引き、実際にスタッフがその路線のバスに乗り車窓から見えた興味深いものを取材する。冒頭の紹介は東京都の人口に合わせて「1200万人分の（行き先の地域名）」となっている。
日本列島 イケてる会社訪問の旅
所が物の名前が印刷された名刺を無作為に選び、選ばれた名刺に書かれている物を製造・販売するイケてる会社をスタッフが取材する。冒頭の紹介は日本にある会社の数に合わせて「160万社分の（物の名前）」となっている。
日本列島 自慢人の旅
所がトラックの荷台に積み上げられた都市名が印刷されている大量のトイレットペーパーの中から無作為に選んだ都市へスタッフが行き、その都市の人々の自慢とトイレットペーパーを交換してくる旅。要するにその都市の人々の自慢をスタッフが取材してくるコーナー。前半は、スタッフがちり紙交換のトラックで呼びかけながら移動するのを、自慢のある人が呼び止めて自慢を見せる。後半はトラックを公園などに止めて、自慢のある人を集めて披露させる。所が選んだ都市の自慢も、コーナーの冒頭で紹介される。自慢を披露した人は「所遺産」に認定され、記念品として番組特製のトイレットペーパーと賞状が贈られる。
日本列島 観光課長の旅
スタッフが自転車を漕ぐと中に風が起って中身が混ざる仕組みの透明な球体の抽選箱から都市名の書かれた三角くじを所が無作為に1枚引き、その三角くじに書かれている都市の観光課長が勧める観光スポットをスタッフ（と観光課長）が取材する。
日本列島 発掘エキサイティングニュースの旅
所が新聞社の社名が書かれた大量の新聞紙の中から無作為に選んだ新聞社へスタッフが行き、その新聞社のエキサイティングな記事を聞き取ってくる旅。記事の発表はランキング形式で行われ、一番下位の記事（記事が3つあったら3位）から発表される。
日本列島人助けさんの旅
2007年4月11日の放送「冒険編地球各地で緊急事態!所も出撃!南米古代魚丸かじり頭上注意SP」にて初登場。救助隊、人助けを行う人たちを取材。
ちょっと気になるアルバイトの旅
2007年5月23日の放送で初登場。ファーストフード店の巨大なフライドポテトの形をしたものからポテトを無作為に抜き、そこに書いてある都道府県の過去1年の就職情報誌からユニークなアルバイトを探して取材する。
日本列島ホームステイの旅
2007年7月11日の放送で初登場。
街角インパクト人間を探せ!
街角で見かける、ちょっと変わったことをしているが声をかけづらい人についての情報を番組ホームページなどで募集し、それに基づいて取材する。
特撰!!インパクト食材を探せ!
2008年に始まったコーナー。見かけがグロテスク、作り方が非常に変わっているなど、インパクトがある食べ物を全国から取材する。
日本列島 直撃!!所ギョージの旅
2007年9月5日初登場。所が縁日の射撃で箱を倒し、その底に書かれている都道府県の変わった行事を取材する。いろいろな場所の行事を略して所ギョージという。リポートを地元の小学生が行い、ナレーションも自分で入れる。
日本列島農学部の旅
2008年1月16日初登場。所が土に植えられたダイコンから無作為に抜き、そこに書かれている県の大学の農学部に行って役立つ研究について聞いてくる。
列島縦断美味いもん探しっぱなしの旅
2008年1月23日初登場。旅人ならぬ食べ人に扮した黒崎ディレクターが稚内をスタート。地元の人から評判の食堂などのうまいものについて聞き、実際に食べて回りながら日本列島を南下していく。北海道と青森県を回っただけだが、2008年11月1日の関東ローカルの番組内で「最終回」が放送された。
日本列島めったに会わない国の人の旅
2008年10月1日初登場。外国人の中で、日本に住んでいるのが100人以下の国を選び、その人たちに会って日本で国際交流する。世界の国旗が並んだ棚から所がデザインを見て国を選ぶ。
日本二の旅
2008年10月29日初登場。「日本一の旅」と同じ方法で県を選び、その県にいる、日本で2番目という人を探す。取材相手にはスタッフが、銀色のメバル（銀メバル）を贈る。
日本列島 金の卵の旅
2008年10月29日初登場。ニワトリのかぶりものをした所とディレクターが、金の卵をカプセルトイの器械に入れ、選ばれた卵の中に書かれている職業の専門学校に行って取材する。取材される人が、その道の第一人者の指導を受け、金のニワトリのトロフィーを贈る。
日本列島 検定試験の旅
2008年11月5日初登場。郵便屋に扮したスタッフが持っているかばんの中から、所が無作為に受験票が入った封筒を取り出し、受験票に書かれている検定試験で成績が1番の人を取材する。最後に取材された人がスタジオで出演者に対して講義する。
日本列島 ダークの旅
関東ローカルの事前番組で先行放送された後、本放送でも2008年11月19日に初登場。「ダーツの旅」のダーツボードをモノクロの地図に替え、ドラキュラ伯爵のような格好の所が矢を投げる。矢が当たった都道府県に日没後に向かって、暗くても目立つ変わった人を取材する。「幼稚園の旅」と同様、夜の街の酔っぱらいが「カメラに向かってごめんなさい」というコーナーがある。
日本列島 やる気はあるが金はない会社の旅
2009年1月14日初登場。金ピカの衣装を着た所（やる気はないが金はある）が、木の絵に張りつけられたリンゴから無作為に1枚を選び、その裏に書かれた都道府県のインキュベーションセンターへ行って、ユニークな中小企業を取材する。取材VTRの最初では、訪ねた会社でいきなり「やる気はありますか?」「金はありますか?」と聞く。最後に、そのインキュベーションセンターから巣立った企業の人をスタジオに呼び、技術を見る。
日本列島 だぁたぁの旅
2009年4月24日登場。あるテーマに沿って無料（タダ＝だぁたぁ）で楽しめる場所を、東京・名古屋・大阪でそれぞれ探す。
イケてる添乗員さんと行く! 世界遺産の旅
2010年4月21日初登場。「結婚式の旅」と同じ抽選器を使い、海外にある世界遺産を選ぶ。その世界遺産に最もくわしい旅行会社の添乗員を番組スタッフが独り占めし、世界遺産を案内してもらう。
日本にひとつだけのモノの旅
2010年6月9日登場。「ひとつだけ」という竹やぶのセットから所が竹を1本抜き、そこに書かれている都道府県で、日本にひとつしかないものを探し、それに関するエピソードを取材する。
日本列島 そんじょそこらの人は買わない雑誌の旅
2010年7月7日登場。日本の雑誌の中で、普通の人は買わないようなものを選び、どんな人が作っているかを取材する。雑誌のリストが書かれたホームページを、所が目隠しをしてマウスをクリックし、雑誌を選ぶ。
日本列島 金のヒヨコの旅
2010年9月22日の特番で登場。レギュラー放送は10月20日から。「金の卵の旅」と同様に、もうちょっとで超一流という「金のヒヨコ」の若者を取材する。「幼稚園の旅」と同じパズルを使って都道府県を選び、その都道府県に行って探す。
2011年3月9日放送の同コーナーでは、当時14歳の奈良県の中学校3年生だった平岡卓（現：プロスノーボーダー、ソチオリンピックスノーボードハーフパイプ銅メダリスト）が紹介された。2011年6月8日放送回を最後に企画を休止していたが、2012年2月22日放送回に復活した。
日本列島 プロが認めるプロの旅
2010年10月27日登場。ある分野のプロに、自分よりすごいプロは誰かというアンケートをとり、多くの票を集めた人を取材する。職業を選ぶのには、観光課長の旅と同じ抽選器が使われる。
夏目三久の私が見つけた現代の偉人
2010年11月10日登場。夏目が取材するコーナー。「10年後には教科書に載っていそうな偉人を紹介する」という名目だが、実際は危ない人を取り上げている。
日本列島 食べログの旅→日本列島 口コミ・グルメ・サイトの旅（2011年1月12日 - ）
2010年11月10日登場。食べログで口コミ1位の店を取材する。「中学生の旅」と同じ抽選器で県を選び、次にその県にある鉄道路線を書いた紙を引く。その沿線で1位の店に行く。企画開始当初は「日本列島 食べログの旅」というタイトルだったが、2011年1月12日放送分から上記タイトルに変更された。
芸能界カブってる人の旅
2013年5月29日登場。芸能界で同じ特徴を持った人を集めてロケをする。
逃げ場なし!!絶対答えて!!2択クイズ
街頭の人に2択の質問を出し、どちらの答えが多かったか当てる。
東京23区 半径300メートルの旅
2009年12月3日初登場。「ダーツの旅」と同じ要領で、東京23区の地図が描かれたダーツボード（ダーツの旅のものよりかなり大きい）に所が矢を投げる。東京タワーの形のコンパスを使って地図に円を描き、当たった場所から半径300メートルの範囲にあるものだけを取材する。東京の人口が増えたため、冒頭の紹介は「1300万人分の○○区○○辺り」となっている。2010年からは冒頭紹介が、東京都の1人単位までの正確な人口（東京都総務局の推定）を表示するようになった。特番などでは、海外の都市で行われる場合がある。2010年5月19日のレギュラー放送では、高田純次がニューヨークで半径300メートルの旅をした。
スゴ〜イ地味な人なくしてはスゴ〜イ派手な事なしの旅
派手な仕事を影で支える裏方に密着し、仕事内容を紹介する。1回目は大相撲の呼出に密着した。この企画は抽選をやらず、所がハローワークのコントで職業を指定する。
○年たったらこうなりましたの旅
2016年に番組が20周年を迎えるのに合わせ、過去に一度でも番組で映ったことがあることがある人を募集し、それらの人の現在の姿を番組で取材する。
日本列島 テッペンの旅
2016年5月25日スタート。山男の格好をした所が巨大なおみくじを引いて都道府県を選ぶ。その都道府県の山の頂上に3日間にわたってスタッフが登り、やってきた人に、何のために山に登るのか取材する。
最初に登ってきた人は「第一山男」または「第一山ガール」と称する。
日本列島 部活動の旅
さまざまな部活動の様子を取材するコーナー。2004年春にスタートし、まもなく「日本列島 吹奏楽の旅」へと企画変更され、その後は「男子新体操部編」「女子ラクロス編」といったシリーズものの企画が放送された。1回では収まらず、複数回にわたる。取材する部活動を選ぶのが普通の抽選箱。
2010年度に復活。チアリーディング部（箕面自由学園高校のチアリーダー部、梅花高校のチアリーディング部）を約半年間にわたり追跡取材した。同年秋からの半年間は女子新体操部（鳥取西高校、中村学園女子高校、藤村女子高校）を追跡取材した。2011年春からは『マーチングバンド部の旅』（市立柏高校、京都橘高校、箕面自由学園高校〈以上の高校の吹奏楽部〉）と、新たに男子ハンドボール部（北陸高校、私立大分高校、不来方高校）を追跡取材した。
日本列島 吹奏楽の旅
「日本列島 部活動の旅」の初期に吹奏楽部を取り上げたところ、所の提案でコーナーの趣旨が変更されてスタート。中学校・高校の吹奏楽部に密着し奮闘ぶりを紹介する。初回は大きな五線譜に並べられた2つに割ると中に都道府県が書かれている作り物の音符を所が無作為に選ぶ抽選が行われたがすぐに廃止され、スタッフが予め調査してから特定校を長期取材する形式になった。
一時は「ダーツの旅」に代わる番組のメインコーナーとして扱われるほどの人気を博した。2004年11月3日放送分のスペシャル回は本企画が中心に据えられ、「吹奏楽の甲子園」とも呼ばれる普門館（当時の全日本吹奏楽コンクール本戦会場）を目指す青森山田高校、習志野高校、淀川工業高校（現・淀川工科高校）の3校に密着取材した模様が放送された。
本コーナーにより吹奏楽文化の知名度が高まり、結果的に全日本吹奏楽コンクール本選への入場希望者数が増える、吹奏楽人口が増えるなどの効果があった。2005年にレギュラーコーナーとしては終了したが、2010年の全日本吹奏楽コンクール直後の時期に「日本列島 吹奏楽の旅2010」として復活（市立船橋高校を取材）し、その後は2013年まで毎年放送された。
笑ってコラえて!青春シリーズ
高校生の部活動や職業訓練についてのコーナーを共通化させたもの。「食に懸ける青春」などサブタイトルがつく。
笑ってコラえて!の海外支局を作ろう!・笑ってコラえて!ハイサイ沖縄支局
2011年5月18日スタート。通常は報道セクションにしかない海外支局を設けるという所の提案で、イタリアのローマに3人のディレクターが住み込み、街の取材をする。日本語のできる現地の人を臨時支局員として雇う。さらに2011年秋からは、ブラジルのサンパウロにも支局が設けられた。また、小笠原村、武蔵野市吉祥寺にも一時的に支局が置かれた。VTRの後には現地との中継でディレクターが登場する。2011年秋から2012年春までは原則としてスペシャルゲストクイズ→ローマ支局→サンパウロ支局→ダーツの旅または東京23区半径300メートルの旅の順番で番組が構成されていたが、2012年2月22日放送回では、3本目のVTRとして「日本列島 金のヒヨコの旅」が放送された。2012年4月11日のスペシャルをもって、サンパウロ支局は閉鎖された。ローマ支局は支局長が交代して2012年度も続いたが、コーナー名の表記が「イタリア支局」に変わった。2012年9月12日の放送をもってイタリア支局は閉鎖された。2012年7月4日放送は、この日がアメリカ合衆国の独立記念日に因み、ニューヨークを拠点とするイーストコーストと、ロサンゼルスを拠点するウエストコーストに臨時支局を設け、その様子を2時間スペシャルとして放送。番組内でトム・クルーズやオバマ大統領の取材を敢行した。当初は1回限りの放送だったが、所の「面白かったからもう1回スペシャルでやる」の一言により、続編の放送が決定。同年8月8日に2時間スペシャルで放送。独立記念日当日の様子や、ニューヨーク在住のロック歌手、アレックス・ヨークが出演した。2012年8月15日放送からは、スペイン・バルセロナに支局を設けた。スペイン支局は2013年5月22日の放送をもって閉鎖された。2013年5月29日放送からは、フランス・パリに支局を設けた。2014年1月29日放送からは、沖縄に「ハイサイ沖縄支局」を設けた。臨時支局以外を国内に設けるのは初めて。ミス沖縄と、家族で芸能活動をしている超美人姉妹が現地支局員を務める。ハイサイ沖縄支局は2014年5月14日の放送をもって閉鎖された。スタジオジブリの新作映画とのコラボレーションで、不定期に「ジブリ支局」が設けられる。スタジオジブリ内で継続的に映画制作の模様を撮影するものである。2023年には、東京の歌舞伎座に9年ぶりの支局として「歌舞伎座支局」が設けられ、歌舞伎界の取材をしている。
笑ってコラえて!の経済部を作ろう!
2013年1月30日スタート。海外支局に続きスタッフルームに経済部を設け、景気のいい企業や景気のいい地域を取材する。「やる気はあるが金はない会社の旅」と同様に、取材相手には最初に「景気いいですか? もうかってますか?」と聞く。VTRの後には、海外のニューススタジオを装ったセットなどからディレクターが中継する。
侍JAPANジュニアの旅
2013年3月20日スタート。若年層のスポーツの日本代表クラスの選手を取材する。第1弾として、バレーボールの日本ユース代表チームを追跡取材している。
ニッポンの天才を探す旅
2014年3月5日スタート。天才と呼ばれている人を取材し、研究や半生を紹介する。
イマドキの人の母校の旅
2014年9月17日スタート。選んだカードに書かれている有名人の母校を訪ね、その学校の生徒に有名人を直撃取材させる。
ノーベル賞じゃないけどノーベル賞くらいスゴい賞を取った日本人の旅
2015年10月7日スタート。知られていないが非常に権威ある賞を取った日本人を取材し、半生を紹介する。9つの賞の頭文字がストラックアウトに書かれており、所がボールを投げ当たったところを取材する。
日本列島 合宿の旅
2016年4月20日スタート。ある月に日本全国で行われている、費用を払えば参加できる合宿の中からおもしろいものを探し、ADを参加させる。
日本列島 大学の旅
2016年6月22日スタート。博士の格好をした所と応援団の格好をしたスタッフが、日本のすべての大学の中から抽選で1つを選び、その大学で頑張っている若者を取材する。取材した人には「笑ってコラ学」の単位を与えることを書いた認定証が贈られる。
いま幸せですかの旅→日本列島 スワンボートの旅
2016年7月6日スタート。ボートのある公園の池に行き、金色のスワンボートで幸せそうな人に近づいてインタビューする。ボートを降りる時間が迫っている人には30分延長無料券を渡す場合もある。当初は、「いま幸せですかの旅」というタイトルだったが、同年10月19日から現在のタイトルに変更された。
日本列島 誰も知らない日本代表の旅
2016年11月30日スタート。誰も知らないような競技の世界大会に臨む日本代表を取材する。
日本列島 笑コラ砲炸裂の旅
2017年10月11日の3時間SPでスタート。所が選出した市区町村にリポーターが1週間泊まりこみ、その街ならではのスクープを探し出す。VTR明けにスタジオのニュース番組風のセットで、藤井貴彦（日本テレビアナウンサー）とリポーターが印象に残ったスクープを紹介する。
1. 水上京香（女優）[注 11]宮城県仙台市青葉区宮町
2. 熊江琉唯（モデル）兵庫県姫路市辻井

世界一周！1年間ロケしっぱなしで日本の素晴らしさを伝える旅
2017年4月12日スタート。『笑ってコラえて!の海外支局を作ろう!・笑ってコラえて!ハイサイ沖縄支局』の担当をしていたディレクター・小松原正勝（通称:コマツバーラ）が1年間日本を離れて、世界一周して、日本の素晴らしさを伝える。
2018年3月28日終了。
オセアニア
オーストラリア
パプアニューギニア
北中米
アメリカ・アラスカ
コスタリカ
グアテマラ
南米
アルゼンチン
ブラジル
ウルグアイ
アフリカ
ウガンダ共和国
モロッコ
ヨーロッパ
イタリア
ギリシャ
アジア
インド
キルギス
アルメニア

## スペシャル専用のコーナー
ダーツの旅 全世界版スペシャル
所が世界地図にダーツを投げ、ダーツが当たった大陸の地図にもう一度ダーツを投げて行き先を決定する。全世界版の場合、冒頭の紹介が「65億人分の（行き先の地域名）」となり、その行き先の地域で最初に遭遇する人も「第一（行き先の地域名）人」となる。当初は冒頭の紹介が「60億人分の（行き先の地域名）」だったが世界の人口増加にあわせて「63億人分の（行き先の地域名）」、そして「65億人分の（行き先の地域名）」と変更された。その町（村）で最初に発見した人を「第一（行き先の地域名）人」と呼び、その後は「日本列島 ダーツの旅」と同様で「（行き先の地域名）のここが素晴らしい」というコーナーになる。スピンオフ作品として2006年11月1日に南米に行った足立ディレクターの様子もレギュラー版で放送。その後、2007年11月7日のタイ・パクパナンでの放送で再度足立ディレクターが現地から持ち帰ったクイズをスタジオで出したところ、これが好評だったため所の鶴の一声により再度南米でのクイズ探しに行くことになった。
全世界 駅長さんの旅
2005年10月5日の特番から登場所が無作為に巨大な地球儀の形の抽選箱の中から国名が書かれたボールを引き、取材する国を決める。「日本列島 駅長さんの旅」と同じ要領で選ばれた国の代表的な路線の代表的な駅や駅長さんの仕事ぶりを取材する。
ちょっと昔の旅 全世界版スペシャル
2005年10月5日の特番で登場「日本列島 ちょっと昔の旅」と同じ要領で所が決めた日に起こった出来事やその頃に話題になっていた事柄や人物を調査し、特に日本人が世界で活躍したものを取材する。
もうちょっとで世界遺産の旅
地球儀の抽選箱から引いたボールで国を決め、世界遺産の候補になったが登録から漏れた場所を取材する。
世界二の旅
2008年12月24日の特番で登場。「日本二の旅」と同じ要領で世界で二番目のものを探す。初登場の2008年12月24日の特番では、スタジオに明石家さんまがいるということで、国を選ばずミス・ユニバースで2位の美女を取材した。
まわりこみ美人
海外の街で後ろ姿が美人の人を見つけて、その人の前に回り込んでインタビューする。通常回でも行われることがある。
全世界 明石家さんまを喜ばせる旅
明石家さんまとの年末特番で世界の美女を探す企画を定例化したもの。世界のどこかの国に行って有名な美女を次々と取材する。会った美女には日本人形を贈る。この中の1人がスタジオに来る。
全世界 歌姫の旅
2010年6月16日の特番で登場以前の特番で紹介した小川里美が、オペラ「蝶々夫人」の主役のオーディションに挑戦する模様を紹介する。
美味いもん探しっぱなしの旅 全世界版スペシャル
2011年6月29日の特番で、美味いもん探しっぱなしの旅が復活した。担当も黒崎ディレクター。実際の内容は「口コミ・グルメサイトの旅」と同じで、アメリカの口コミサイトの情報に基づき、ニューヨーク・マンハッタンのレストランを巡った。2012年2月15日の特番ではローマ支局の協力を得て店を探し、列車でイタリアを縦断した。
臨時支局
他のコーナーが、通常国内でやる企画の海外版なのに対して、これは逆。吉祥寺など日本の町に支局を設け、近隣の店などを取材する。2012年4月11日のスペシャルでは太田光代が支局長となり阿佐谷を取材した。
日本列島 二足のわらじの旅
2013年3月20日の特番で登場医者とスポーツ選手のような二足のわらじを履いている人を「二足のわらじスト」として紹介する。
日本人より日本人らしい外国人の旅
2013年5月1日の特番で登場。神主、茶道、落語といった、日本の古くからの文化の職業についている外国人を取材する。
全世界から日本文化と心中するつもりで来ましたの旅
2014年1月15日の特番で登場。漫画や酒造りなど日本文化を極めるためにはるばる日本に移住してきた若い外国人を取材する。
全世界空から見てもわかるくらいスゴイ人の旅
2014年4月9日の特番で初登場。地球儀の抽選箱から引いたボールで国を決め、その国の上空をヘリコプターで飛んですごい人を見つける。ヘリコプターから地上班に連絡が行き、その人に取材する。
全世界ダブルなんだけどその一方が日本人の旅
2014年6月4日の特番で初登場。地球儀の抽選箱から引いたボールで国を決め、日本とその国のハーフで活躍している人を取材し、両親の苦労も調べる。
日本列島綾部の旅
2017年3月8日の特番で登場。ピース・綾部祐二が、自身の名前にちなみ、京都府綾部市を訪問した。

## 年末スペシャル
前述の通り、『さんま・所のオシャベリの殿堂』の後継番組扱いとして、2004年から年末スペシャルには明石家さんまをスペシャルゲストに迎えている。年によっては編成の都合から放送時期が1月にずれることもある（2014年・2020年 - 2024年が該当）。スペシャルはさんま・所とサブMCのみで進行することが多い。
「ダーツの旅 村人グランプリ」を決定するほか、「日本列島ダーツの旅」などのロケにさんま自身が出演するのが恒例になっている。2007年と2017年以外はスタジオでその年の村人グランプリを決定した。2007年は所の自宅（通称「世田谷ベース」）で、所の妻であり料理研究家でもある芳賀文子の手料理を食べながら、過去12年間にダーツの旅の村人として出演した村人No.1を決める村人グランプリを行った。2017年は番組スタッフが年末年始の特番等の運用状況も影響してスタジオを押さえることができなかったため、さんまの楽屋に年末スペシャルの交渉に来たスタッフに対してさんま曰く、TMC押さえてあげるよとしたが、外部はお金がかかるので乗り気ではないスタッフに対し、さんま・所のどちらかの楽屋でできるとしていたが、2人がロケをするダーツの旅スペシャルも兼ねて、ロケ地である福島県会津若松市の芦ノ牧温泉でサブMCの佐藤を交え、観客も入れて2017年の村人グランプリを行った。

## 主題歌・挿入歌
- 『僕の犬』
- 『質問』
- 『わかんない2』
- 『農家の唄』
- 『反省』
- 『アイスクリーム買いに行きましょうか』

以上はすべて所ジョージの歌唱。現在はエンディングテーマとしては流れず、番組途中の提供バックで稀に使用されている。
挿入歌
- スプーキー・ルーベン（Spookey Ruben)『These Days Are Old』（アルバム「Modes of Transportation Vol. 1」収録）
  - 「日本列島ダーツの旅」コーナーテーマとして放送初期より使用。番組ではイントロのコーラスとアウトロのギターソロを繋げたものが使われている。
- ジーザス・クライスト・スーパースター
  - 「日本列島幼稚園の旅」などのコーナー「カメラに向かってごめんなさい」で使用。

## ネット局と放送時間
| 放送対象地域   | 放送局                    | 系列                          | 放送日時           | ネット状況 | 備考                |
| -------------- | ------------------------- | ----------------------------- | ------------------ | ---------- | ------------------- |
| 関東広域圏     | 日本テレビ（NTV）         | 日本テレビ系列                | 土曜 19:56 - 20:54 | 【制作局】 | 【制作局】          |
| 北海道         | 札幌テレビ（STV）         | 日本テレビ系列                | 土曜 19:56 - 20:54 | 同時ネット |                     |
| 青森県         | 青森放送（RAB）           | 日本テレビ系列                | 土曜 19:56 - 20:54 | 同時ネット |                     |
| 岩手県         | テレビ岩手（TVI）         | 日本テレビ系列                | 土曜 19:56 - 20:54 | 同時ネット |                     |
| 宮城県         | ミヤギテレビ（MMT）       | 日本テレビ系列                | 土曜 19:56 - 20:54 | 同時ネット |                     |
| 秋田県         | 秋田放送（ABS）           | 日本テレビ系列                | 土曜 19:56 - 20:54 | 同時ネット |                     |
| 山形県         | 山形放送（YBC）           | 日本テレビ系列                | 土曜 19:56 - 20:54 | 同時ネット |                     |
| 福島県         | 福島中央テレビ（FCT）     | 日本テレビ系列                | 土曜 19:56 - 20:54 | 同時ネット |                     |
| 山梨県         | 山梨放送（YBS）           | 日本テレビ系列                | 土曜 19:56 - 20:54 | 同時ネット |                     |
| 新潟県         | テレビ新潟（TeNY）        | 日本テレビ系列                | 土曜 19:56 - 20:54 | 同時ネット |                     |
| 長野県         | テレビ信州（TSB）         | 日本テレビ系列                | 土曜 19:56 - 20:54 | 同時ネット |                     |
| 静岡県         | 静岡第一テレビ（SDT）     | 日本テレビ系列                | 土曜 19:56 - 20:54 | 同時ネット |                     |
| 富山県         | 北日本放送（KNB）         | 日本テレビ系列                | 土曜 19:56 - 20:54 | 同時ネット |                     |
| 石川県         | テレビ金沢（KTK）         | 日本テレビ系列                | 土曜 19:56 - 20:54 | 同時ネット |                     |
| 福井県         | 福井放送（FBC）           | 日本テレビ系列                | 土曜 19:56 - 20:54 | 同時ネット |                     |
| 中京広域圏     | 中京テレビ（CTV）         | 日本テレビ系列                | 土曜 19:56 - 20:54 | 同時ネット |                     |
| 近畿広域圏     | 読売テレビ（ytv）         | 日本テレビ系列                | 土曜 19:56 - 20:54 | 同時ネット |                     |
| 鳥取県・島根県 | 日本海テレビ（NKT）       | 日本テレビ系列                | 土曜 19:56 - 20:54 | 同時ネット |                     |
| 広島県         | 広島テレビ（HTV）         | 日本テレビ系列                | 土曜 19:56 - 20:54 | 同時ネット |                     |
| 山口県         | 山口放送（KRY）           | 日本テレビ系列                | 土曜 19:56 - 20:54 | 同時ネット |                     |
| 徳島県         | 四国放送（JRT）           | 日本テレビ系列                | 土曜 19:56 - 20:54 | 同時ネット |                     |
| 香川県・岡山県 | 西日本放送（RNC）         | 日本テレビ系列                | 土曜 19:56 - 20:54 | 同時ネット |                     |
| 愛媛県         | 南海放送（RNB）           | 日本テレビ系列                | 土曜 19:56 - 20:54 | 同時ネット |                     |
| 高知県         | 高知放送（RKC）           | 日本テレビ系列                | 土曜 19:56 - 20:54 | 同時ネット |                     |
| 福岡県         | 福岡放送（FBS）           | 日本テレビ系列                | 土曜 19:56 - 20:54 | 同時ネット |                     |
| 長崎県         | 長崎国際テレビ（NIB）     | 日本テレビ系列                | 土曜 19:56 - 20:54 | 同時ネット |                     |
| 熊本県         | くまもと県民テレビ（KKT） | 日本テレビ系列                | 土曜 19:56 - 20:54 | 同時ネット |                     |
| 鹿児島県       | 鹿児島読売テレビ（KYT）   | 日本テレビ系列                | 土曜 19:56 - 20:54 | 同時ネット |                     |
| 大分県         | テレビ大分（TOS）         | 日本テレビ系列 フジテレビ系列 | 土曜 19:56 - 20:54 | 同時ネット |                     |
| 宮崎県         | 宮崎放送（MRT）           | TBS系列                       | 日曜 15:30 - 16:30 | 遅れネット | [ 注 17 ]           |
| 沖縄県         | 沖縄テレビ（OTV）         | フジテレビ系列                | 日曜 8:58 - 9:55   | 遅れネット | [ 注 18 ] [ 注 19 ] |

過去の放送局
- CS★日テレ 2000年9月まで。

放送時間の変遷
| 期間    | 期間    | 放送時間（日本時間）         |
| ------- | ------- | ---------------------------- |
| 1996.07 | 1998.09 | 水曜日 19:00 - 20:00（60分） |
| 1998.10 | 2009.03 | 水曜日 19:00 - 19:58（58分） |
| 2009.04 | 2009.09 | 水曜日 19:58 - 20:54（56分） |
| 2009.10 | 2022.03 | 水曜日 19:56 - 20:54（58分） |
| 2022.04 | 2023.03 | 水曜日 20:00 - 21:00（60分） |
| 2023.04 | 2025.03 | 水曜日 19:54 - 21:00（66分） |
| 2025.04 |         | 土曜日 19:56 - 20:54（58分） |

## スタッフ（2025年6月14日時点）
- 総監督：小澤龍太郎（以前は演出→総合演出）
- 構成：桜井慎一、西村耕平、アリエシュンスケ、加藤淳一郎、塚本翔太
- TM：小椋敏宏
- SW：荻野高康、岩永雄允、望月達史【週替り】
- カメラ：横田将宏、橋本圭祐、西阪康史、末吉陸【週替り】
- 照明：名取孝昌、木村弥史、池長正宏、小川勉、下平好実【週替り】
- 調整：矢田部昭、向山江梨佳【週替り】
- 音声：大島康彦、榊原大輔【週替り】
- 美術：上條宏美、波多野真理
- 大道具：川上紗世
- 小道具：前田睦美
- 電飾：加藤元
- 美術協力：日テレアート
- 技術協力：Nouvelle Âge
- CG：森三平
- 編集：中野政幸
- MA：関川一貴
- 音効：古川直樹（タルス）
- 協力：昭文社
- アドバイザー：大岩賞介、豊村剛（共に以前は構成）
- TK：池田佳寿子
- 制作進行：加納成人、成家理恵（共に以前はディレクター→演出進行）
- デスク：齊藤智美
- ディレクター：森屋聖司、赤尾武俊、田口公基、吉田雅彦、幾留くるみ、足立正、藤山志歩、森脇敬嗣、西出凌太朗、田村優典、韮沢隆人、高木梨奈、佐藤雅之、南斉岬、板倉裕樹、石原孝昌、田家拓実、近江谷シャイアン、片岡明日香、小陽一磨／那須萌加、桑子怜、堀内剛志、大場晶、吉川恭平、丸山瑠太、上田実来、嶋田美徳、山本瑞穂、山下ひかり、飯島朋来、三浦崇良、田中流星、奥川斐葵、塚野尚晴【週替り】
- 演出/ディレクター：永井ひとみ（以前はディレクター）、小松原正勝、大石正通【週替り、回よって異なる】
- 演出：矢坂義之【毎週】、栗原憲也（極東電視台）、栗栖政文（モスキート）、高木悟（以前はディレクター→一時離脱→演出/ディレクター）、相馬信雄、佐藤ゆうし、元木秀和【週替り】
- 総合演出：渡辺春佳（以前は演出）
- プロデューサー：一色彩加／江尻直孝（江尻→以前はAP）、木村友子（以前は制作進行→デスク→AP→ラインP→週替りP）、加藤宏実（以前はディレクター→週替りP）【毎週】／森下絢香、内野紗月、佐藤菜々歩、佐藤真澄（佐藤真→以前はAP）、二瓶朱美（以前は制作進行→ディレクター→制作進行）、飯田颯、山口絵梨香、髙橋麻利【週替り】
- CP：鈴木淳一（以前は演出→プロデューサー→一時離脱）
- 制作協力：日企
- 製作著作：日本テレビ

### 過去のスタッフ
- 企画監修：吉川圭三（以前はプロデューサー→プロデューサー・演出→CP→スーパーバイザー）
- 構成：安達元一、おちまさと、小野高義、松井洋介、カニリカ、鮫肌文殊、そーたに、田中直人、都築浩、森田幸江、横山雄一郎、町山広美、植竹公和、カツオ、榊暁彦、藤井靖大、ガクカワサキ
- リサーチ︰内藤高淑、西野直樹
- TM：伊東聡、江村多加司、鈴木康介、福王寺貴之、新名大作
- SW：高梨正利、高田憲一、大庭茂嗣
- カメラ：山田祐一、加美山稔、佐原陽平
- 照明：渡辺一成、関仁、藤山真緒、井口弘一郎、平山義典
- 調整：梅津孝一、菅谷典彦、三崎美貴、八木一夫、古手川大、伊計大介
- 音声︰今野健、大浦政宜、中村宏美
- 美術：高野豊、石附千秋、久保玲子、塚越千恵、中原晃一、松浦なつみ
- 大道具：入江豊、佐藤栄一、駒澤美雪
- 小道具︰高野泰人、佐々木洋平
- 編集：佐藤基紀、杉浦堅一、志田佳美、馬場勇次
- MA：和田龍彦
- 音効︰舟生孝太郎
- スタジオ技術：NTV映像センター、ヌーベルバーグ
- 技術協力：コスモスペース、OMNIBUS JAPAN
- TK︰坂本幸子、竹島祐子
- 広報：辻澄子、森本規夫、北川佳代、髙松(梶原)美緒、永井晶子、村上淳一、角田久美子、満松隆一郎、戸田聖一郎
- デスク：今野香里、関根隆子、満本清美、村田順子、永石友美、櫻井泉水、山崎可南、中野裕美子
- 制作進行：伊藤里沙、梅村麻希、積田亜紀、水品ふみ、本多雅春、吉田ひろみ、後藤尚（後藤→以前は演出進行）
- ラインP：須藤大介（以前はディレクター→制作進行→AP）、宮澤智美
- AP：安田久美子、村田麻衣、山角沙織、栖原望恵（栖原→以前は制作進行）、冨田由紀、筒井理恵、服部有佳、南波真理奈、鈴木政裕、近藤夕華
- ディレクター：飯沼誠、池田大作、岩山高彦、小江翼、奥陽介、笠原哲郎、加藤哲也、亀井清行、清田知宏、櫛山慶、黒崎孝一、合田伊知郎、桜井徹、下田和則、竹内隆徳、高澤啓一、田辺繁郎、花田康平、伴在正行、細川恵里、増田孝浩、松川裕範、満島秀雄、満冨洋隆、宮下仁志、宮部智康、向笠啓祐、遠藤正累、村田義彦、森田政典、矢追孝男、吉田尚代、吉原千絵、若林公、渡邊文哉、新井万季、藁科啓、三田地智、白川永梨、野澤春奈、小島紗矢香、西本晴香、井上将司、加藤巧也、小田井雄介、高野俊樹、浅井康史、塚田美菜実、簾田尚平、遠藤明音、海上芽来、太田夕夏、塚野向晴 ほか
- 演出：新井秀和、竹田次彦、中村博行
- 総合演出：似鳥利行（以前はディレクター）
- プロデューサー：吉田真、政橋雅人、矢澤真、滝澤真一郎、中野裕子、久道恵、渡邊菜月／河野直樹、眞山(根岸)香織（眞山→以前は制作進行）、柳川剛（柳川→以前は演出）、貝瀬芳和（てっぱん、以前はディレクター）、岡野敬介（以前はAP→ラインP）、佐藤友美（以前はAP）、鎌田有咲
- ラインプロデューサー：毛利忍（以前はプロデューサー）
- 統轄プロデューサー：武末大作
- チーフプロデューサー：山根義紘、高田真治、桜田和之、安岡喜郎（安岡→以前はロケディレクター）、古野千秋、面高直子（面高→以前はプロデューサー）、福田博之、加藤幸二郎、森實陽三（森實→以前は統轄プロデューサー）、東井文太（以前はプロデューサー→統轄プロデューサー）、倉田忠明
- CP：原司（以前はディレクター→プロデューサー→統轄プロデューサー→2025年1月22日まではチーフプロデューサーと表示）

## 関連番組
日本テレビの所ジョージ司会の番組は1983年の「クイズ笑って許して!」から続いており、「笑って」を冠する番組は「笑ってシリーズ」とされている。その合間に放送された番組を含めて、以下に列挙する。
- クイズ笑って許して!（1983年10月18日 - 1985年1月8日）
- バスクリンファミリータイム 所ジョージのモノMONOウォーズ（1985年1月15日 - 1985年6月25日）
- 笑って許して!!（1985年10月15日 - 1986年9月17日）
- 所さんの勝ったも同然!!（1986年10月15日 - 1986年12月3日）
- いい!!かもしんない（1986年12月10日 - 1987年3月25日）
- どちら様も!!笑ってヨロシク（1989年10月18日 - 1996年6月19日）